# Прострелили колено
«Когда-то и меня вела дорога приключений… А потом мне прострелили колено» или просто «прострелили колено» (англ. I used to be an adventurer like you. Then I took an arrow in the knee...) — фраза из The Elder Scrolls V: Skyrim, компьютерной игры в жанре action/RPG, разработанной студией Bethesda Game Studios. Находящаяся вне диалогов одиночная реплика, которую неигровой персонаж-стражник может произнести, когда игрок проходит мимо него. Фраза была написана старшим игровым дизайнером Bethesda Эмилем Пальяруло. В оригинале и в различных вариациях стала интернет-мемом.

## Происхождение
Ближе к концу разработки The Elder Scrolls V: Skyrim руководство Bethesda Game Studios решило, что неигровым персонажам-стражникам нужно прописать более реалистичную личность и добавить больше взаимодействий между ними и игроком. В начале своего прохождения игроки, скорее всего, посетят город Вайтран из-за его близости к начальной локации. Там они, вероятно, встретятся с местными стражниками, патрулирующими территорию. По словам главного разработчика игры Тодда Говарда, Эмиля Пальяруло попросили написать диалог, в котором охранники подчеркивали бы значимость игрока как Последнего Драконорождённого или Довакина во внутриигровом мире Скайрима. Говард обратился именно к Пальяруло, потому что тот умел остроумно шутить.
В рамках творческого процесса Пальяруло написал строки диалога, в которых стражники хвалили персонажа игрока, комментировали текущие действия или вспоминали свою жизнь. Среди них была и фраза про простреленное колено. Это была попытка игрового дизайнера придать охранникам «изюминку и индивидуальность», идея «измученного фэнтезийного полицейского», наполовину вышедшего на пенсию, показалась Пальяруло «забавной», поскольку она в некоторой степени правдоподобна.
По словам звукорежиссёра Skyrim Марка Ламперта, диалоги стражников генерируются процедурно, хотя они также претерпевают определённые изменения в ответ на действия игрока. Разработчики планировали, что эта фраза будет звучать лишь время от времени из-за своего случайного характера. Поскольку большинство игроков, вероятно, посетили хотя бы одну конкретную область подземелья до прибытия в Вайтран, их персонажи имели «флаг приключений», который появляется после очистки подземелья и добычи ценных сокровищ. Стражники Вайтрана, проходящие мимо игроков с флагом, запрограммированы реагировать на это, выдавая фразу про колено. Хотя они также могут сказать её и вне зависимости от наличия флага из-за непредсказуемой природы их искусственного интеллекта.

## Распространение
Фраза стала популярной после выхода Skyrim 11 ноября 2011 года. Её часто цитировали на многочисленных форумах и в блогах. Фразу переделывали по принципу: «Раньше я тоже делал X, но потом мне прострелили колено». Некоторые поклонники с юмором отметили, что стражники произносили эту фразу, прежде чем жаловаться на то, что им поручили охранять, а не сражаться с драконами, несмотря на их предыдущее заявление, в котором указывалось, что они не подходят для передовой. В рамках вирусного явления были созданы многочисленные макросы и видеопародии на эту фразу. В феврале 2012 года Стивен Тотило из Kotaku охарактеризовал её как «большую видеоигровую шутку 2011 года» и наиболее повторяемую цитату из Skyrim.
Фраза породила множество созданных фанатами работ, таких как футболки, игры, поклонники набивали татуировки с цитатой. Она также присутствует в моде Enderal. Отылка на неё есть в клипе на сингл «Sorry for Party Rocking» (2012) музыкального дуэта LMFAO, эпизоде «Игра с огнём» девятого сезона американской полицейской процессуальной драмы «Морская полиция: Спецотдел», а также в названии достижения Crysis 3 (2013).
В карточной игре The Elder Scrolls: Legends присутствует карта ловкости «стрела в колене» (ориг. Arrow in the Knee), отсылающая к фразе стражников из The Elder Scrolls V: Skyrim.

## Реакция
Такие сайты, как Know Your Meme, утверждали, что фраза была вдохновлена книгой Патрика Ротфусса «Имя ветра», однако Пальяруло отрицал это. К июлю 2012 года Bethesda выпустила в продажу скин для аватаров Xbox, на котором изображена модель персонажа, одно из колен которого пронзено стрелой, в знак признания популярности мема. В ретроспективной статье о происхождении фразы, опубликованной GamesRadar, Ламперт отметил, что из-за огромного размера проектов, разработанных и изданных Bethesda, по их мотивам часто создаются мемы.
Не все реагировали на мем положительно, а некоторые выражали раздражение по поводу его распространённости. Так, Джон Партридж из Red Bull назвал её одной из худших фраз в видеоиграх всех времён и утверждал, что она показывает, насколько «нелепо написан сценарий Skyrim».